# Stereophyllum linisii
Stereophyllum linisii là một loài rêu trong họ Stereophyllaceae. Loài này được Enroth & B.C. Tan mô tả khoa học đầu tiên năm 2007.